# The Flash (soundtrack)
The Flash is de originele soundtrack van de gelijknamige film, gecomponeerd door Benjamin Wallfisch. Het album werd uitgebracht op 16 juni 2023 door WaterTower Music.
Benjamin Wallfisch zou tegen april 2021 de muziek van de film componeren, nadat hij eerder met regisseur Andy Muschietti aan It en It Chapter Two had gewerkt. Wallfisch schreef eerder ook de filmmuziek voor DC's Shazam! (2019). Eind augustus 2022 zou Wallfisch een filmmuzieksessie beginnen in de Abbey Road Studios in Londen.

## Tracklijst
| Nr. | Titel                                   | Duur |
| --- | --------------------------------------- | ---- |
| 1.  | Are You Actively Eating That Candy Bar? | 0:58 |
| 2.  | Sounds About Right, Bruce               | 4:16 |
| 3.  | Collapsing East Wing                    | 2:49 |
| 4.  | Baby Shower                             | 2:08 |
| 5.  | Nora                                    | 3:22 |
| 6.  | Run                                     | 1:44 |
| 7.  | Not This Time, Kid                      | 1:11 |
| 8.  | Can of Tomatoes                         | 1:54 |
| 9.  | See You Soon                            | 1:14 |
| 10. | Please Work                             | 1:28 |
| 11. | Today's the Day                         | 1:44 |
| 12. | Phasing                                 | 1:31 |
| 13. | Escape from the Lab                     | 2:01 |
| 14. | Zod                                     | 1:15 |
| 15. | What Is This Place?                     | 1:20 |
| 16. | Spaghetti                               | 1:24 |
| 17. | Into the Batcave                        | 2:14 |
| 18. | I Loved You First                       | 1:35 |
| 19. | Fate                                    | 1:03 |
| 20. | I Am Batman                             | 2:06 |
| 21. | Batdoneon                               | 0:56 |
| 22. | Kal-El?                                 | 1:24 |
| 23. | Escape from Siberia                     | 2:18 |
| 24. | Now We Try Not to Die                   | 1:17 |
| 25. | Supergirl                               | 2:45 |
| 26. | Want Some Help?                         | 1:56 |
| 27. | I Gave You a Warning                    | 1:26 |
| 28. | What Could Go Wrong?                    | 1:25 |
| 29. | Let's Get Electrocuted                  | 1:30 |
| 30. | I've Got You                            | 2:15 |
| 31. | You Wanna Get Nuts?                     | 1:56 |
| 32. | Let's Get Nuts                          | 3:30 |
| 33. | Cyclonic Diversion                      | 2:30 |
| 34. | I'm Not Going Alone                     | 2:32 |
| 35. | We Can Fix This                         | 1:55 |
| 36. | Inevitable Intersection                 | 1:08 |
| 37. | We Can Save Her                         | 2:17 |
| 38. | The Dark Flash                          | 2:09 |
| 39. | Worlds Collide (Superman Version)       | 2:32 |
| 40. | You're My Hero                          | 1:43 |
| 41. | Into the Singularity                    | 1:00 |
| 42. | Call Me                                 | 3:21 |
| 43. | Worlds Collide                          | 2:29 |

## Overige muziek
Naast de filmmuziek van Wallfisch komen ook andere nummers in de film voor:
- "If You Leave Me Now" – Chicago
- "Bad Fun" – The Cult
- "Pedro Navaja" – Natalie Fernandez
- "Piensa en mí" – Natalia Lafourcade
- Vincenzo Bellini's "I puritani" uitgevoerd door Compagnia d’Opera Italiana, Linda Campanella & Antonello Gotta
- "Alright" – Supergrass
- "25 or 6 to 4" – Chicago
- "Salute Your Solution" – The Raconteurs
- "Si Tú Supieras Compañero" – Rosalía
- "This Too Shall Pass" – OK Go
- "Is She With You?" – Hans Zimmer & Junkie XL